# František Kupka
František Kupka, född 23 september 1871 i Opočno, död 24 juni 1957 i Puteaux, var en tjeckisk-fransk målare och tecknare.

## Biografi
Kupka bosatte sig efter studier i Prag och Wien i Paris, där han redan vid världsutställningen 1900 väckte uppmärksamhet med sina satiriska bilder ur det samtida kulturlivet. Studier av neoimpressionismen förde honom till färgexperiment som omkring 1910 resulterade i rena färgformer utan förebilder i sinnevärlden. Han blev en av det nonfigurativa måleriets första och trognaste företrädare.
Berömda blev hans teckningar i L'homme et la terre (1905). Kupka framträdde även med originella illustrationer åt Charles Marie René Leconte de Lisle och till Lysistrate.

## Utmärkelser
Asteroiden 5363 Kupka är uppkallad efter honom.